# Herren, vår Gud, har rest sin tron
Herren, vår Gud, har rest sin tron är en psalm med text av Olov Hartman skriven 1980. Musiken är skriven 1840 av Ludvig Mathias Lindeman. Texten bygger på Jesaja 6:8.

## Publicerad i
- 1986 års psalmbok som nr 420 under rubriken "Vittnesbörd - tjänst - mission".
- Svensk psalmbok för den evangelisk-lutherska kyrkan i Finland (1986) som nr 248 under rubriken "Kyrkans tjänare".
- Psalmer och sånger 1987 som nr 464 under rubriken "Kyrkan och nådemedlen - Vittnesbörd - tjänst - mission".[2]
- Segertoner 1988 som nr 426 under rubriken "Den kristna gemenskapen - Vittnesbörd - tjänst - mission".[1]